# Алексеев, Тихон Данилович
Алексеев Тихон Данилович (22.6.1896, дер. Савгачево, Чистопольский уезд, Казанская губерния, Российская империя (ныне село Савгачево в Аксубаевском районе Татарстана) — 17.8.1969, Москва, СССР) — дирижёр и организатор хоровых коллективов, правовед.

## Биография
Родился 22 июня 1996 года в селе Савгачево (чув. Чăвашьел), Чистопольского уезда Казанской губернии.
Окончил Казанскую духовную семинарию в 1917 году, учился хоровому делу у видного казанского регента И. С. Морева. Поступив в Казанский университет в 1917 году, организовал хор чувашской учащейся молодёжи, с которым участвовал в первых спектаклях Чувашского театра в Казани.
В период службы в Красной Армии (1919—1920) организовал хор при политотделе Енисейского губвоенкомата в г. Красноярск. В 1920—1921 годах заведовал подотделом искусств областного отдела народного образования Чувашской автономной области. 
При участии Т. Д. Алексеева была открыта первая в Чувашии музыкальная школа в 1920 году, которой он заведовал в первый год её деятельности. Одновременно организовал в Чебоксарах Областной русский хор.
В 1921—1937 состоял на службе в Представительстве Чувашской АССР при Президиуме ВЦИК в Москве (зам. представителя). Окончил юридический факультет МГУ в 1924 году.
В 1937—1958 годах работал в аппарате Министерства коммунального хозяйства РСФСР. Публиковал материалы по жилищному праву и законодательству (1940—1966).

## Публикации
- Алексеев, Т. Д. Справочник для профактива по жилищному законодательству. — М.: Профиздат,, 1966.